# 漢陽軍
汉阳军，中国五代十国时后周设置的军。
周世宗显德五年（958年），置汉阳军，治所在汉阳县（今湖北省武汉市汉阳区）。下辖汉阳县和汉川县。包括今湖北省汉阳、汉川市、武汉市长江以西等地。元朝年间改为汉阳府。1913年废除汉阳府。